# De Munck (adel)
De Munck was een Zuid-Nederlandse en Belgische adellijke familie.

## Genealogie
- Guillaume de Munck (1693-1773), procureur in Sint-Gillis, x Jeanne Pierssens (1703-1772)
  - Yves-Jean de Munck (1737-1815), advocaat bij de Raad van Vlaanderen en hoogschepen van Waas, x Marie-Isabelle Wouters (1753-1833)

## Joseph de Munck
Joseph Christian Norbert de Munck (Sint-Gillis-Waas, 22 augustus 1778 - Brussel, 2 augustus 1856), trouwde in 1809 in Brussel met Marie-Anne van Doorslaer (1786-1870). Ze kregen een zoon en drie dochters, naast ook een als kind gestorven zoon. De Munck bleef orangist en werd in 1844 in Nederland in de erfelijke adel verheven, met nochtans een vernieuwde adelsverheffing in België in 1847.
- Alphonse de Munck (1828-1899), trouwde in 1849 in Bergen met Odile Cordier de Roucourt (1822-1909).
  - Maurice de Munck (1854-1914), burgemeester van Mignault, trouwde in 1877 in Düsseldorf met Camille Schulten (1855-1927).
    - Alphonse de Munck (1878-1935), trouwde in 1903 in Wezembeek met Marie-Marguerite de Burbure de Wesembeek (1881-1928). Ze kregen vier zoons en vier dochters.
    - Willy de Munck (1879-1959, vicegouverneur van de Société générale de Belgique en voorzitter van de Generale Bank, trouwde met Gabrielle de Hennin de Boussu Walcourt (1877-1964). Hij ontving in 1957 de persoonlijke titel ridder. Familietak uitgedoofd in 1995.

  - Emile de Munck (1861-1944), archeoloog, trouwde met Thérèse Fischbach (1859-1933). Familietak uitgedoofd in 1996.

## François de Munck
Marie François Bernard de Munck (Sint-Niklaas, 29 oktober 1794 - aldaar, 29 juni 1855), burgemeester van Sint-Niklaas, provincieraadslid van Oost-Vlaanderen en senator, trouwde in 1820 in Sint-Niklaas met burggravin Marie-Adelaïde de Moerman d'Harlebeke (1799-1871), dochter van burggraaf Mathieu de Moerman d'Harlebeke, hoogbaljuw van Waas en gedeputeerde van de Staten van Vlaanderen. Ze kregen vijf kinderen.
- Emma de Munck (1830-1887), trouwde in 1857 in Sint-Niklaas met ridder Amédée de Schoutheete de Tervarent (1835-1891), burgemeester van Sint-Niklaas.

De familie heeft sinds 1981 geen mannelijke afstammelingen meer en is op weg naar de uitdoving door de laatste naamdraagsters.